# Защитные наушники

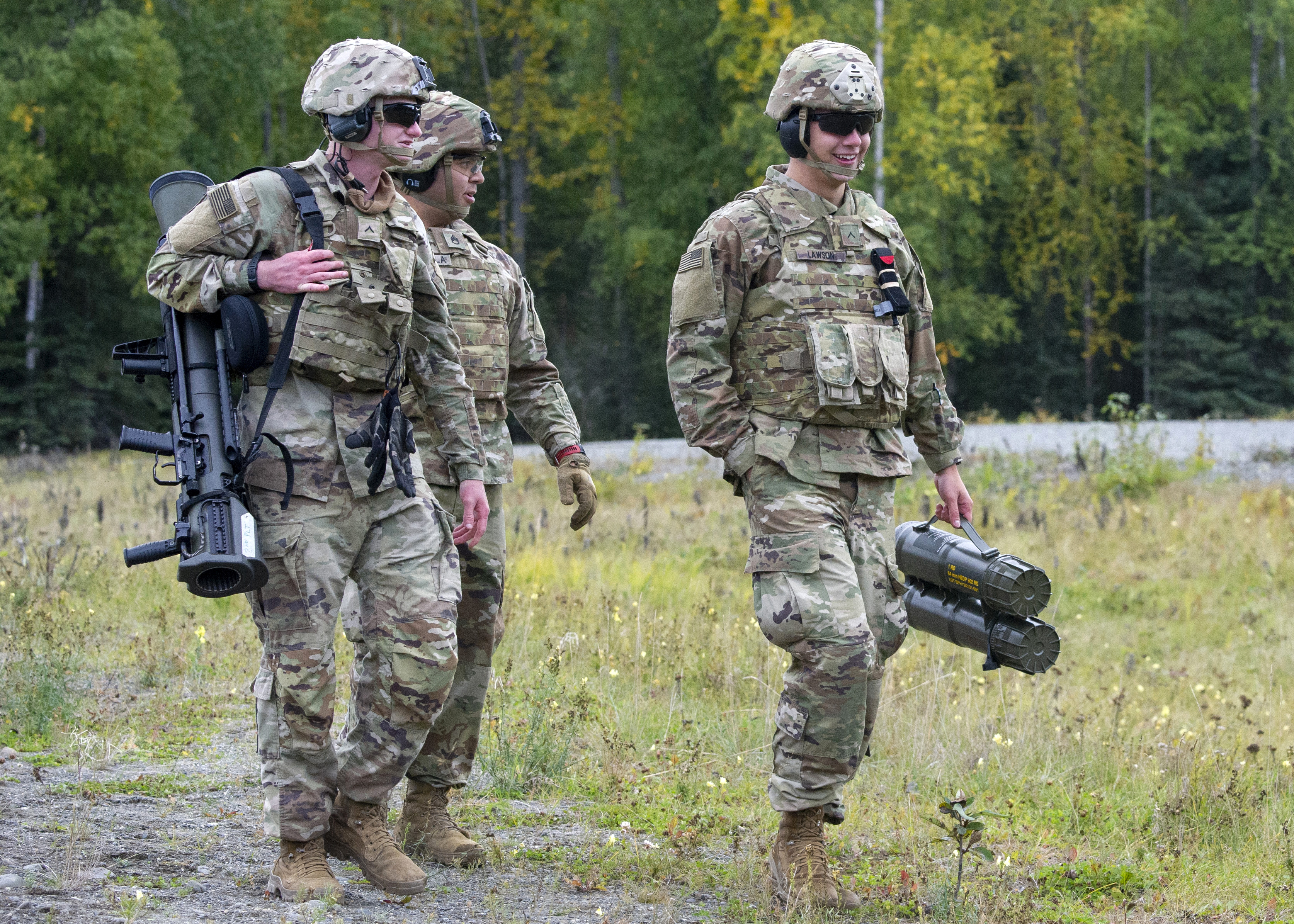
Американские военнослужащие в защитных наушниках.

Утеплённые наушники (носят вместо шапки, чтобы не замёрзли уши).

Защитные наушники —  это специальные устройства, предназначенные для защиты слуха человека от опасных уровней шума и других внешних воздействий. Они обеспечивают снижение громкости внешнего звука, что помогает предотвратить повреждение слуха при работе в шумных условиях или вблизи источников сильного звука.
Защитные наушники состоят из оголовья, надевающегося поверх головы, и двух чашек на концах для защиты ушей. Для оценки эффективности профилактических мероприятий принято сравнивать заболеваемость в двух группах людей - где профилактика проводилась, и где не проводилась. Поиск публикаций на русском языке не выявил исследований, в которых бы сравнивалась заболеваемость работников использовавших и не использовавших СИЗ органа слуха в схожих условиях. 

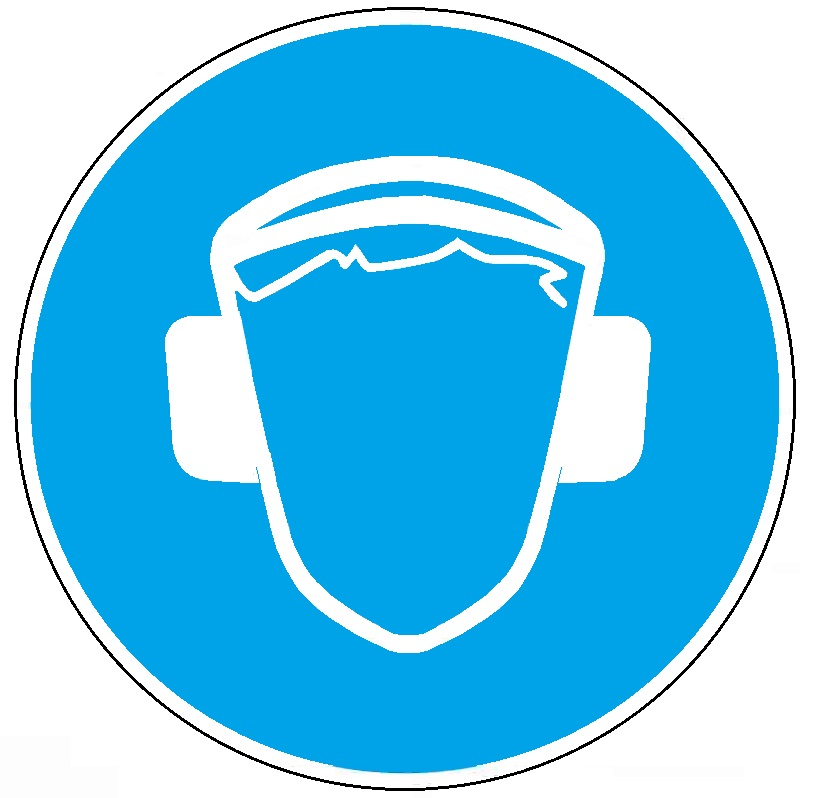
Предписывающий знак безопасности — использовать СИЗОС)

По данным на западе провели три исследования влияния СИЗ органа слуха на риск развития нейросенсорной тугоухости, пример. Ни одно не выявило значимого отличия в заболеваемости - при том, что в США выбор и применение СИЗ органа слуха организовано более тщательно, чем в Российской Федерации. Несколько десятилетий защиты американских рабочих от шума в первую очередь с помощью СИЗОС (включая наушники) показали несостоятельность такой практики. Департамент условий и охраны труда (США), требуя от работодателей обеспечивать работников СИЗОС при превышении предельно допустимого уровня (ПДУ) шума, не считает их эффективными.

## История

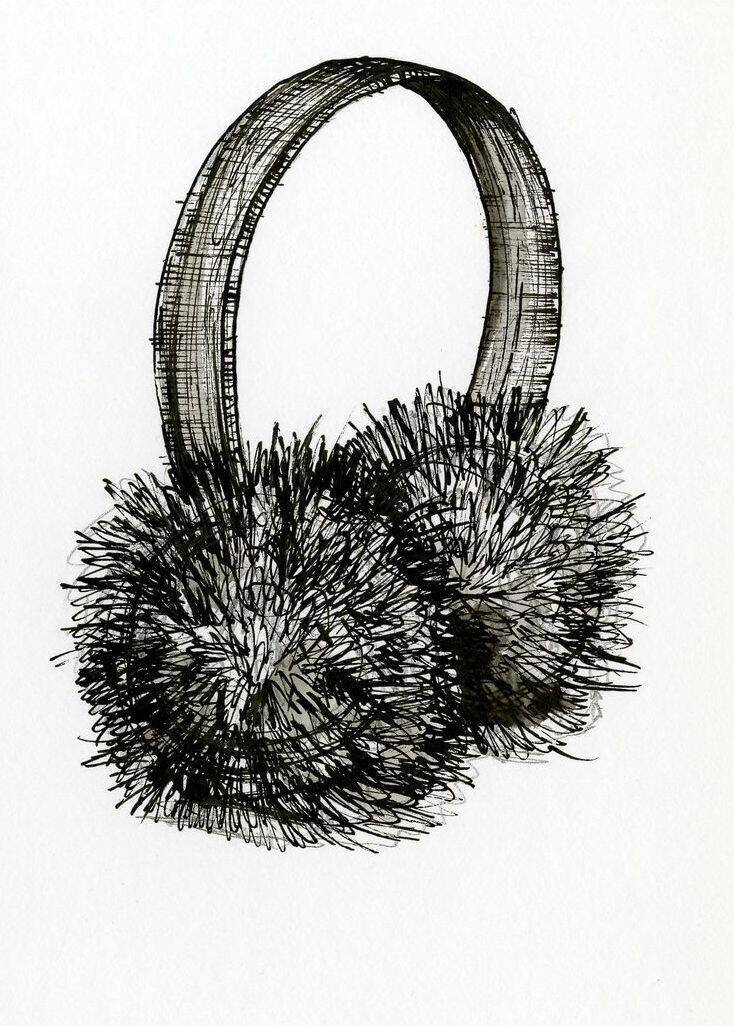
Меховые наушники от холода.

Честер Гринвуд изобрел тёплые меховые наушники в 1873 году, тогда ему было 15 лет. Идея появилась во время катания на коньках. В её реализации помогла его бабушка, которая сшила меховые подкладки и прикрепила их к проволочному оголовью. 13 марта 1877 года на изобретение был получен патент #188,292. Гринвуд занимался производством тёплых наушников в течение 60 лет.
По данным в 2009 году в США в продаже было около 572 моделей наушников для защиты от шума и для связи (с чашками, ослабляющими окружающие звуки и шумы).

## Классификация защитных наушников
Существует два вида современных защитных наушников — утепленные и противошумные:
- Утеплённые наушники — используются в холодную погоду для сохранения ушей в тепле, также снижают шум, в зависимости от материала из которого изготовлены.

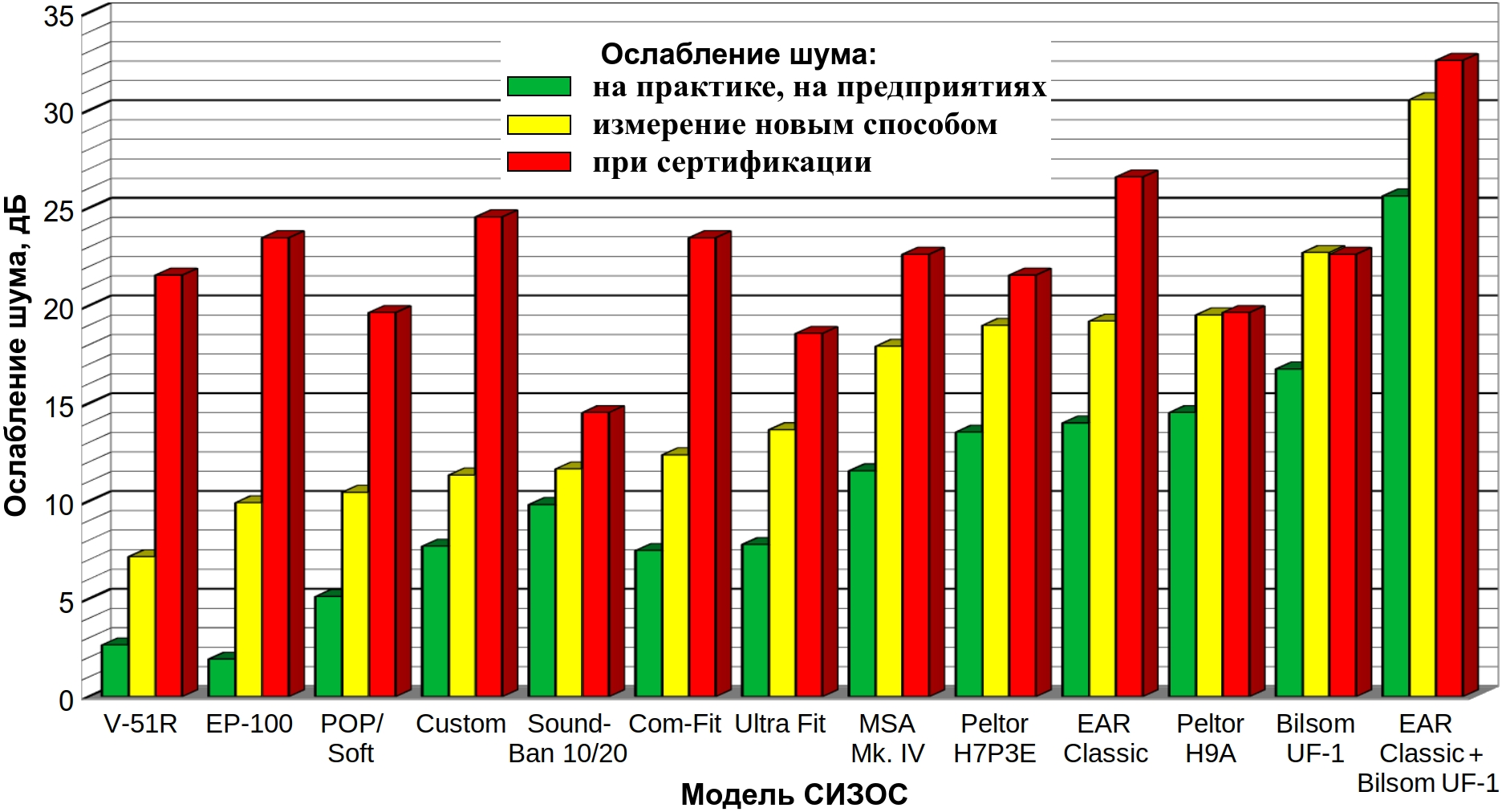
Сравнение ослабления шума при сертификационных испытаниях противошумов в лабораториях, и у рабочих

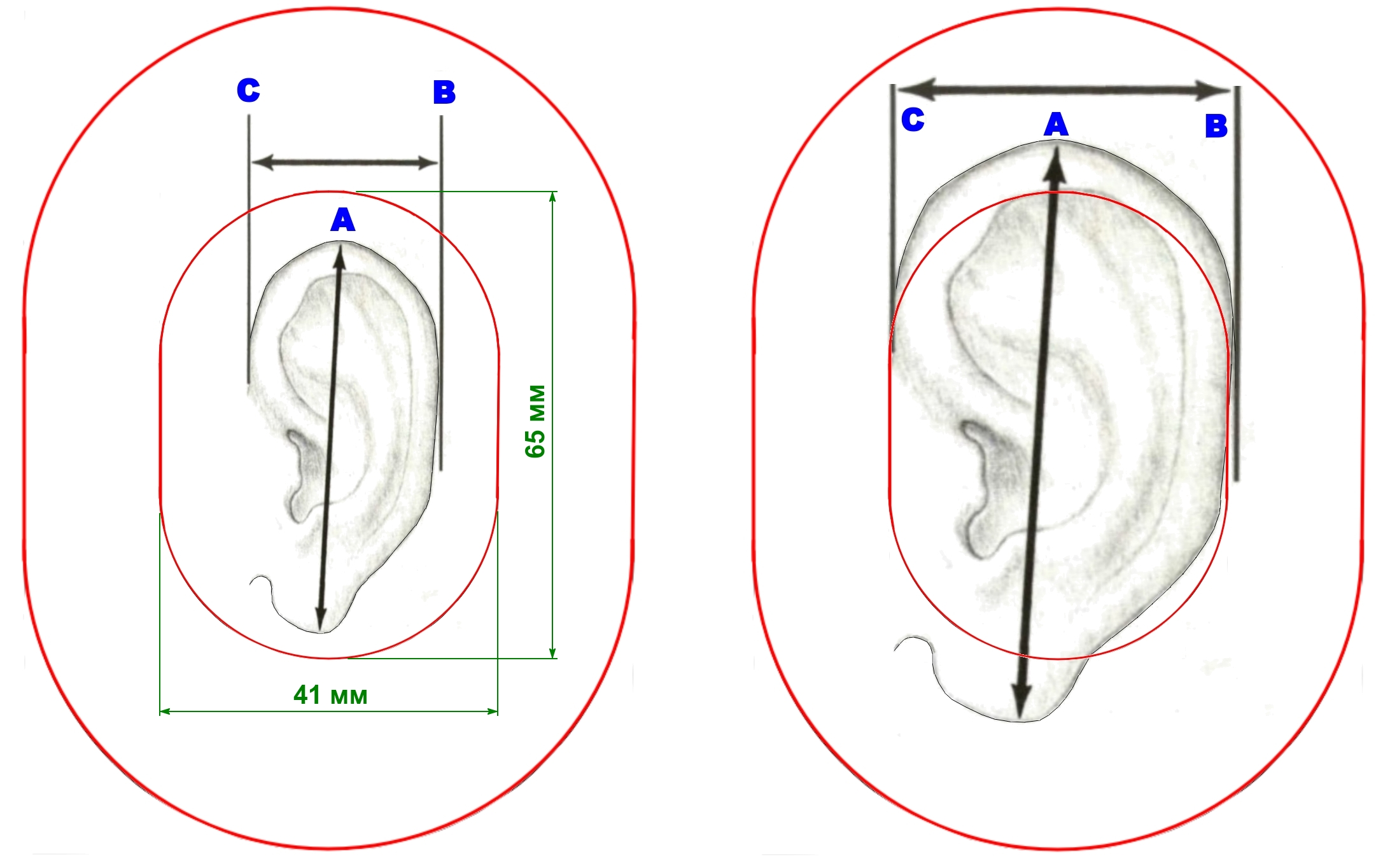
Сравнение размеров ушей и "стандартного" проёма в чашках

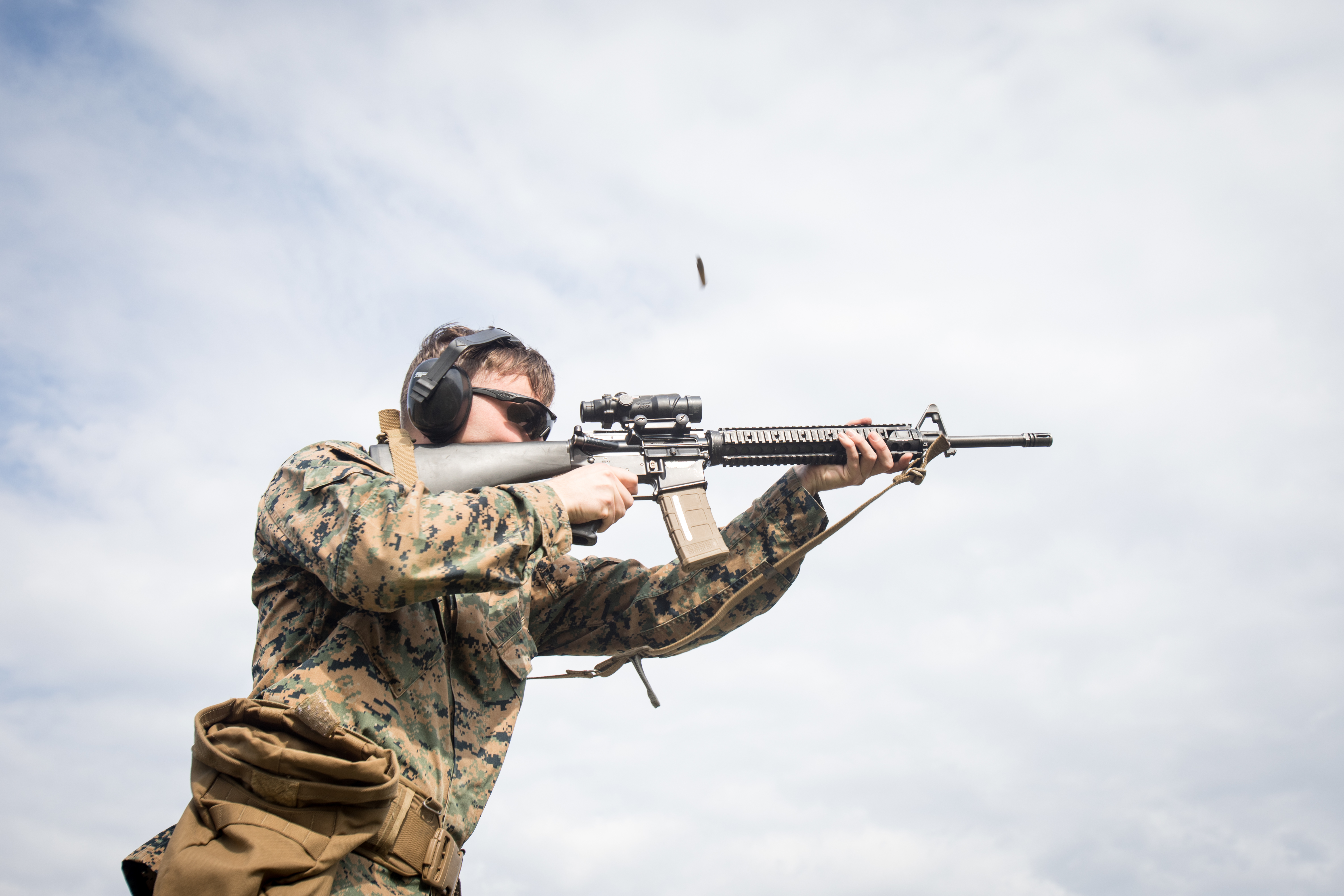
Защитные наушники

- Противошумные наушники — используются для защиты ушей от шума. Могут использоваться как отдельно, так и вместе с защитной каской или шлемом. Существует два типа противошумных наушников — пассивные и активные:
  - Пассивные наушники защищают слух посредством уменьшения слышимого звука (становится тише как шум, так и любые другие звуки — речь, предупреждающие сигналы и т. п.).
  - Активные наушники имеют встроенные микрофоны и динамики, что позволяет одновременно уменьшить воздействие шумов, слышать окружение и комфортно общаться. В некоторых моделях возможно подключение раций, телефонов и прочих внешних устройств. Для дополнительной защиты слуха может быть использована комбинация активных наушников и противошумных вкладышей, это позволяет увеличить защиту слуха, сохранив возможность комфортного общения и слышимости окружения[16].
  - Баллистические наушники — промежуточная разновидность, разработанная специально для защиты органов слуха от баротравм во время стрельб из различного стрелкового и артиллерийского вооружения, запусков ракет, подрыва взрывчатых веществ и т. п. Могут быть как пассивными (в основной своей массе), так и активными. В 1962 году Медицинская служба Армии США разработала встроенные в танковый шлем (шлемофон) баллистические наушники TTSR для защиты органов слуха членов экипажа в момент выстрела из танковой пушки, которые будучи подключены к электроцепи танковой пушки за миллисекунду до выстрела генерировали щелчок такой тональности, на который бессознательно рефлекторно реагировали мышцы ушной раковины и среднего уха, из-за щелчка они сокращались таким образом, чтобы воспрепятствовать разрыву барабанных перепонок от слишком громкого звука выстрела[17].

Оголовье и внешнее покрытие обычно сделаны из термопластика или металла. Чашки заполнены акустической пеной, которая поглощает звуковые волны.

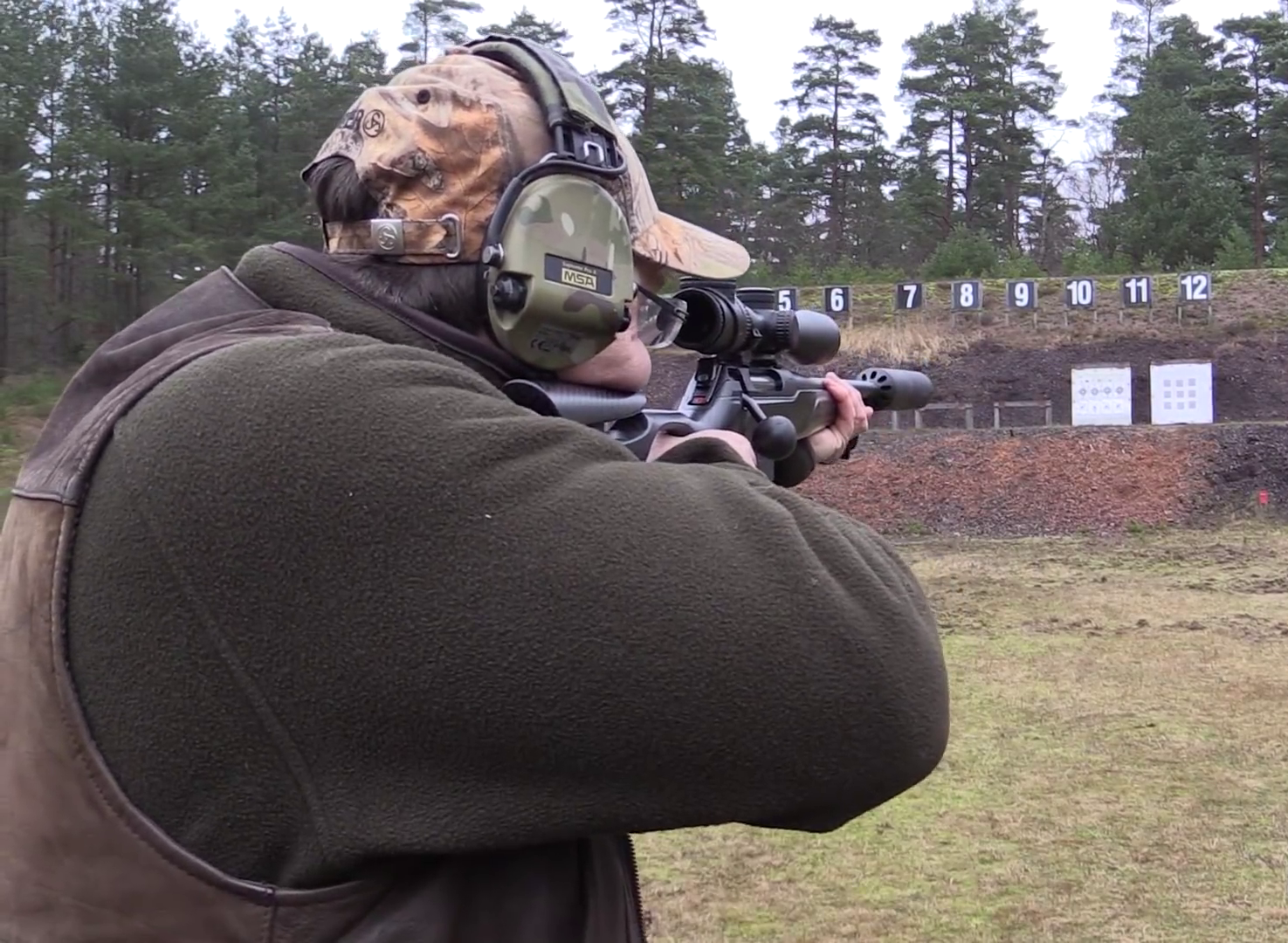
шведский охотник в наушниках, с винтовкой с оптическим прицелом и глушителем

Баллистические наушники используют в тирах и охотники.
У людей разные уши, и некоторые изготовители делают наушники с чашками разного размера. По данным стандартизованный размер (проёма) в чашке наушников составляет 65 на 41 мм. А по данным, полученным в 1967 году при анторопометрическом исследовании 2436 лётчиков с 17 разных авиабаз ВВС США, мужчин, высота и ширина ушей были в пределах диапазонов: от 53,8 до 79,7; и от 27,4 до 42,8 мм соответственно. Следовательно, есть все основания ожидать, что часть работников не сможет нормально поместить уши под чашки. А при наложении обтюратора чашки на часть ушной раковины сверху образуются зазоры, хорошо пропускающие шум, и одновременно значительно возрастает дискомфорт.

## Воздействие шума

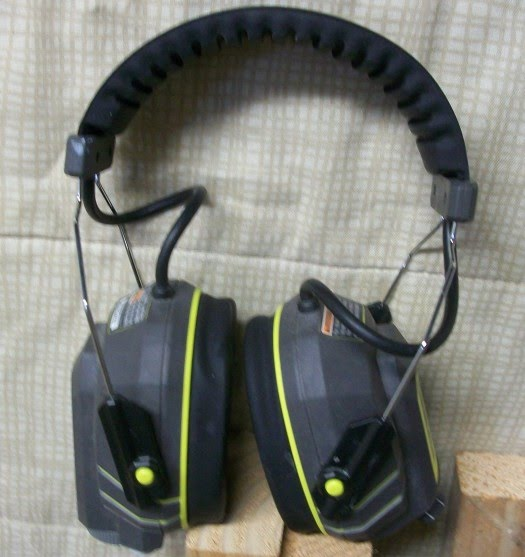
Активные наушники не только подавляют внешние шумы, но и позволяют поддерживать разговор. Они оснащены микрофоном, переговорным устройством и парой динамиков с регулировкой звука.

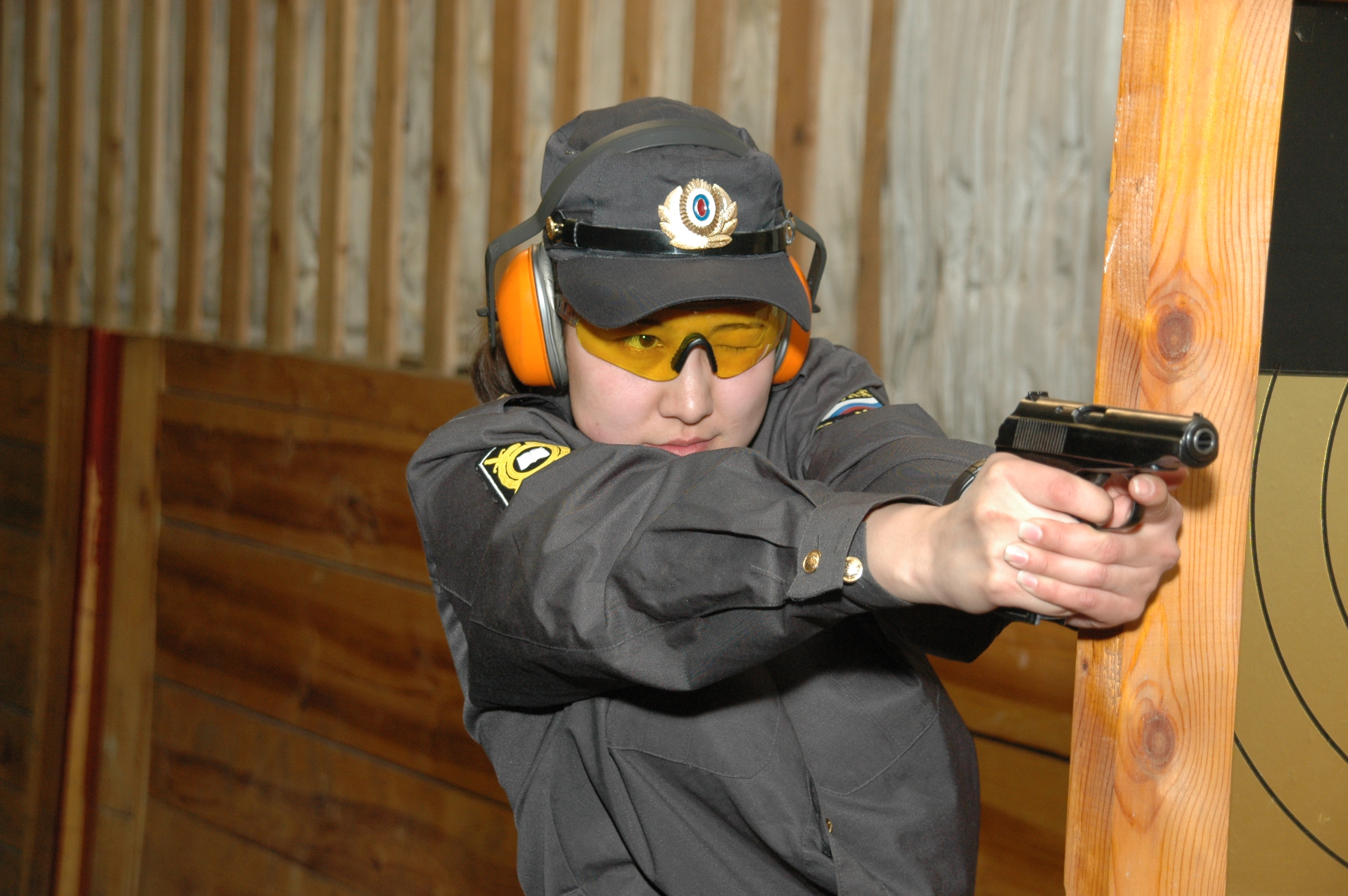
Использование пассивных наушников при стендовой стрельбе из ПМ

Если люди подвержены воздействию громких шумов (например работа с электроинструментом, работающими двигателями, огнестрельным оружием), то для предотвращения потери слуха необходимо использование средств защиты слуха, в первую очередь надёжных — коллективных; а если они не смогут снизить дозу воздействия до ПДУ, то дополнительно и индивидуальных.

## Эффективность защитных наушников

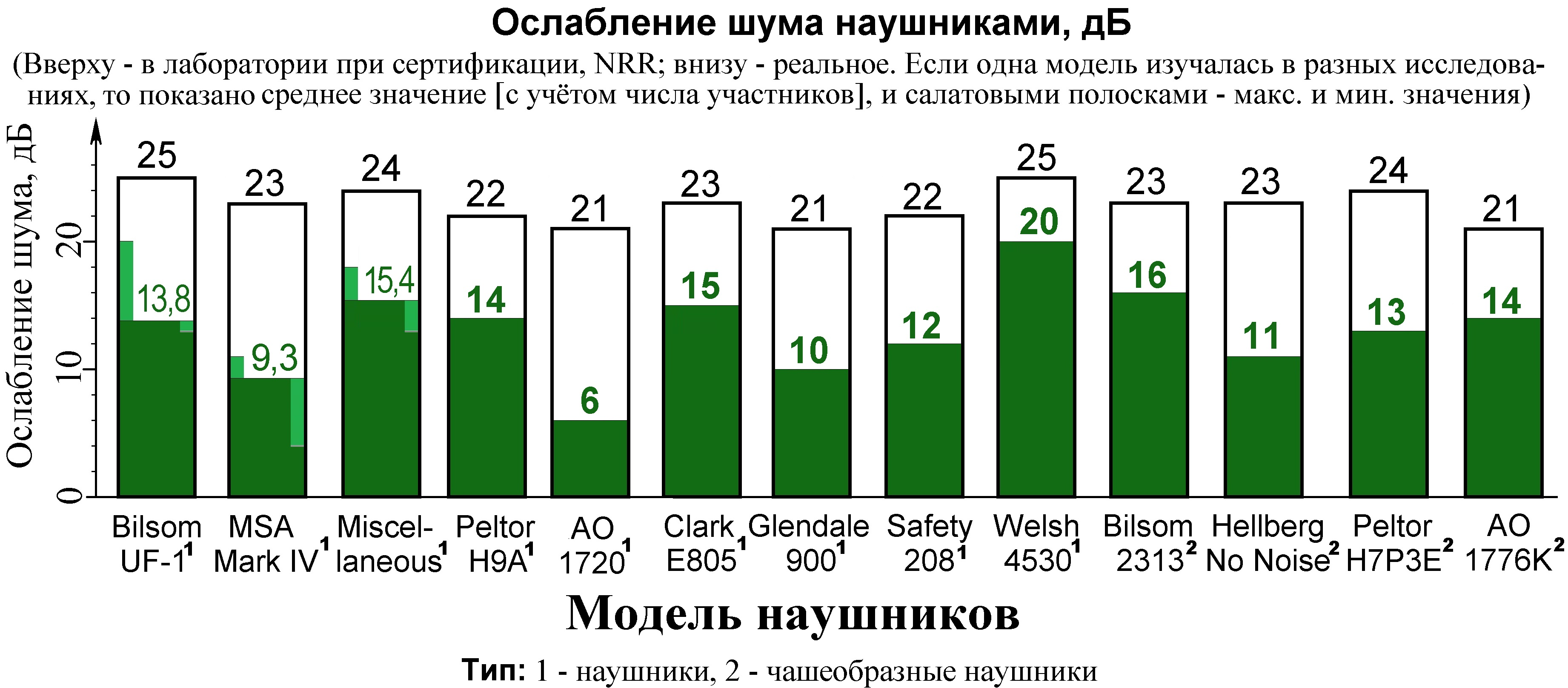
Значительное превышение лабораторной эффективности у средств индивидуальной защиты органа слуха (наушников) по сравнению с реально достигаемой

### Измерения ослабления шума - в лабораториях при сертификации, и у работников
При сертификации средства индивидуальной защиты органов слуха проходят испытания, и к их эффективности предъявляются определённые минимальные требования, которые содержатся в соответствующих стандартах. Но применение СИЗ в реальных производственных условиях отличается от лабораторных испытаний. В развитых странах с 1970-х начали проводить измерения ослабления шума наушниками не только у испытателей в лабораториях, но и у рабочих на предприятиях, ниже приведены некоторые примеры. 
- Канада. Изучали использование наушников 101 работником (из них две женщины), возраст 18-63 года. Средние уровни шума в течение замеров от 86 до 108 дБА. Рабочие использовали свои собственные наушники, 17 разных моделей, 37 прикреплялись к каске, у 64 было своё оголовье. Для измерений использовали два дозиметра, подключенных к микрофонам (один под чашкой, другой снаружи, замеры проводили лишь на одной чашке). Результат: у 27 работников уровень шума под чашкой превышал 85 дБА. (На момент проведения исследования в Канаде действовал предельно допустимый уровень шума 85 дБА. Согласно стандарту ISO 1999, и санитарным правилам РФ, для органа слуха опасен шум, превышающий 80 дБА. В канадской провинции Альберта ПДУ шума в снижен до 82 дБА, по оценкам специалистов Международно организации по счтандартизации, российских и советских специалистов, любой среднесменный шум выше 80 дБА опасен. Т.е. количество плохо защищённых рабочих больше, чем 27 из 101). Отличия показаний пары микрофонов были от 37,3 до 2,5 дБ[19].
- Польша. Учёные использовали аналогичный способ для определения ослабления шума у 91 рабочего разных отраслей (13 рабочих-металлургов, 28 рабочих мебельной промышленности, 23 работника пищевой промышленности, 3 строителя, 12 работников химической промышленности, и 12 работников предприятий электроэнергетики и отопления). Но они использовали более совершенную измерительную систему (с 4 микрофонами - что позволило определять ослабление шума у обеих чашек наушников. А у 18% работников воздействие шума превысило предельно допустимое, наибольшее эквивалентное воздействие в одном случае превысило 91 дБА. Во время измерений у 25 рабочих воздействие шума не превышало 65 дБА, т.е. шум ослаблялся настолько сильно, что это могло помешать общаться, и получать полезную и необходимую акустическую информацию, слышать и реагировать на сигналы, предупреждающие об опасности. Ослабление шума правым и левым наушником могло отличаться, максимальное отличие превысило 17 дБА[20].
- РФ. Замеры ослабления шума у работников на рабочих местах, и параллельное вычисление ослабления шума (по ГОСТ Р 12.4.212 - как рекомендуют поставщики) привело к тому, что расчёты показали чрезмерно высокую эффективность, а замеры - недостаточную (как и множество аналогичных западных исследований, проведённых ранее[14]). Российские специалисты пришли к выводу о недопустимости прогнозирования защиты людей на основе паспортных данных средства защиты[21].

### Оценка риска
Низкие и нестабильные ослабления шума у СИЗ отмечаются в условиях, когда само качество измерений воздействия шума может быть невысоким. Например, если воздействие шума не постоянное, его изменения трудно правильно учесть с помощью отдельных определений звукового давления шумомером. Это может произойти и тогда, когда шум совершенно постоянен, но работник перемещается, переходя из мест с большим уровнем шума в места с меньшим, и наоборот. Замеры воздействия шума на рабочих с помощью дозиметров показали, что по сравнению с результатами специальной оценки условий труда, реальное воздействие может быть больше на 19,7 дБА.
В результате эффект от применения СИЗ органов слуха на практике значительно слабее, чем указываемый в рекламных каталогах (где приводят лабораторные значения). По мнению специалистов, реальная эффективность СИЗ органов слуха ниже лабораторной по крайней мере в 2 раза (на 10—15 дБ и более). В стандарте Канады отмечено, что «разнообразие ослабления шума у работников при использовании СИЗОС ±20 дБ — не редкость»
Поскольку измерение ослабления шума в лаборатории при сертификации СИЗ проводят с частотной коррекцией С, то американские специалисты рекомендуют для оценки ожидаемого ослабления шума при использовании СИЗ органа слуха сначала получить его коэффициент относительного ослабления NRR с коррекцией по шкале А, вычтя из NRR 7 дБ, а затем разделить результат пополам, чтобы учесть, что полученные в лаборатории значения редко достигаются на практике. Полученное значение коэффициента ослабления шума можно вычесть из измеренного уровня шума, чтобы оценить — способно ли данное средство защиты обеспечить снижение до допустимого значения (например, при NRR = 37 дБ и уровне шума 105 дБ получим: 105−([37−7]/2) = 90 дБ, то есть эффективность недостаточна). Также важно проводить обучение работников правильному применению СИЗ органов слуха.

### Профилактика профессиональных заболеваний
Ослабление шума и профилактика ухудшения слуха — не одно и то же. Отсутствуют исследования заболеваемости работников, которые бы показывали, что выдача СИЗОС позволяет снизить частоту ухудшения слуха. Например, в США собрали результаты проверки слуха у более чем 19 тысяч работников за 5 лет, так, чтобы и качество медосмотров было высоким, и чтобы работников опрашивали о использовании СИЗОС. Это позволило сравнить рису значительного ухудшения слуха у двух больших подгрупп рабочих (которые отвечали на всех медосмотрах, что всегда используют СИЗОС, и что всегда их не применяют). У использовавших противошумы риск ухудшения слуха оказался немного ниже. Но это отличие не было статистически значимым.
СИЗ органа слуха — последнее и самое ненадёжное средство защиты, и его использование допустимо только тогда, когда технические и организационные мероприятия не позволили снизить уровень шума до приемлемого значения. Использование СИЗ органа слуха должно сопровождаться периодическими медицинскими обследованиями для контроля реальной эффективности их применения.

Замер степени ослабления шума при использовании конкретной модели вкладыша конкретным работником

В развитых странах всё более широкое применение находят системы производственного контроля эффективности СИЗОС, позволяющие измерить степень ослабления шума конкретной моделью СИЗОС у каждого работника индивидуально — для учёта того, как на эффективность влияют свойства средства защиты, его соответствие индивидуальным анатомическим особенностям работника, и того. насколько хорошо рабочий умеет надевать наушники или вставлять вкладыши. Такое оборудование считают незаменимым при первоначальном выборе подходящей модели и при обучении новых работников, не имевших опыта использования СИЗОС. В ряде стран, например в ФРГ, планируют сделать эти проверки обязательными (юридически) для всех работодателей.
Возможными причинами неудач при попытке сберечь слух работающих в шумных условиях (программы защиты от шума) могут быть, использование недостоверной информации (например рекламы), отсутствие или низкое качество обучения работников использованию СИЗОС, ошибки при их выборе, использование результатов сертификационных лабораторных испытаний при прогнозировании степени защиты работников от шума, отсутствие индивидуального подбора СИЗОС и индивидуального обучения их правильному использованию.
В целом, для эффективной защиты рабочих от шума СИЗ должны выбираться и применяться как составной элемент программы сохранения слуха. Мнение западных учёных о нежелательности использования СИЗ органа слуха для защиты от шума из-за их ненадёжности разделяется советскими и российскими специалистами по профессиональным заболеваниям.

### Ситуация в РФ
Отличие подходов в использовании промышленных СИЗ органа слуха (в РФ — по сравнению с развитыми странами) отчасти объясняется сложившимися (в условиях не регистрации большей части случаев развития профзаболеваний) традициями; а отчасти — лоббированием интересов поставщиков влиятельной Ассоциацией СИЗ.

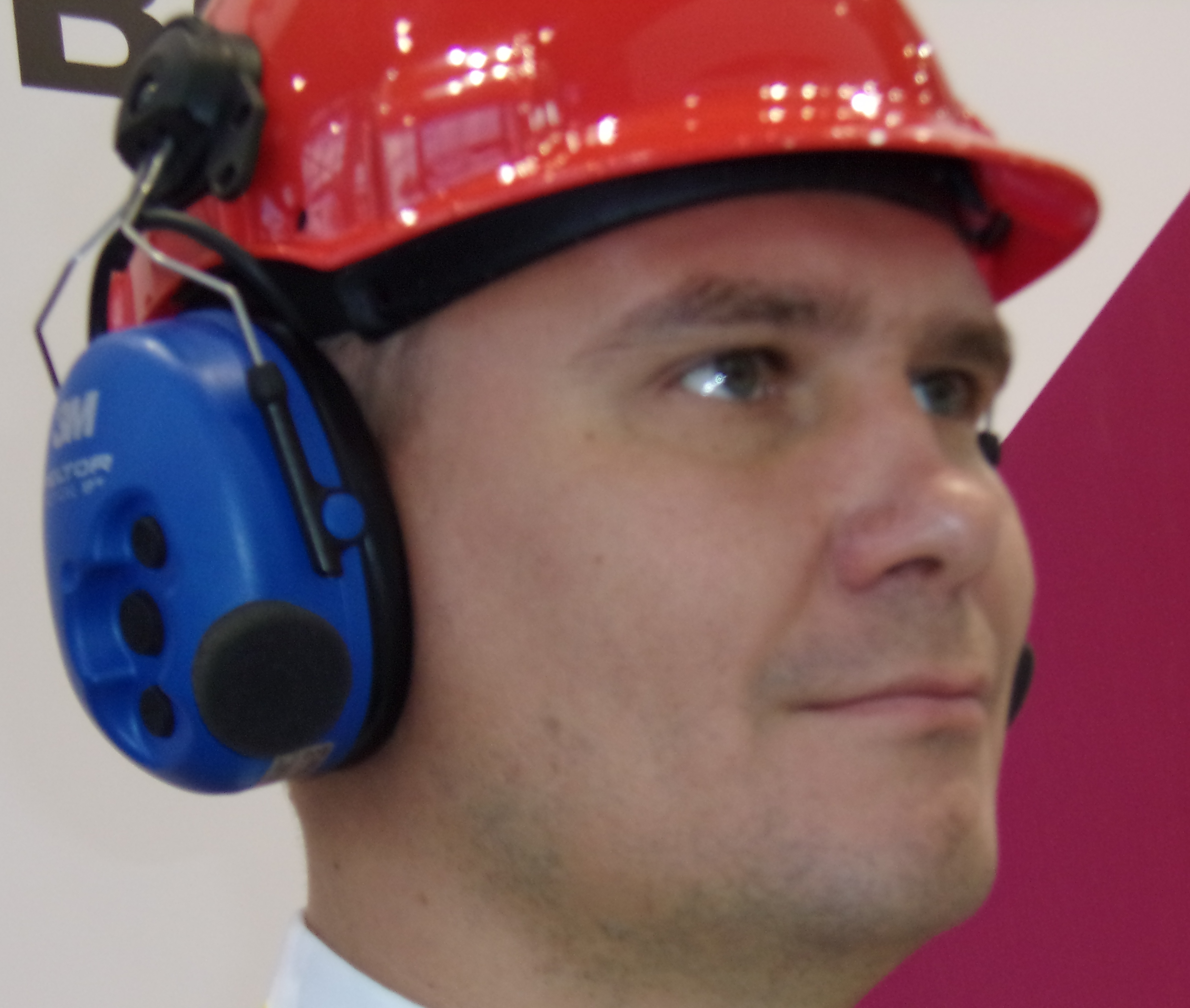
Наушники с активным подавлением шума - с помощью микрофонов на наружной поверхности получают информацию о шуме, и генерируют противошум под "чашками" для подавления сильного шума.
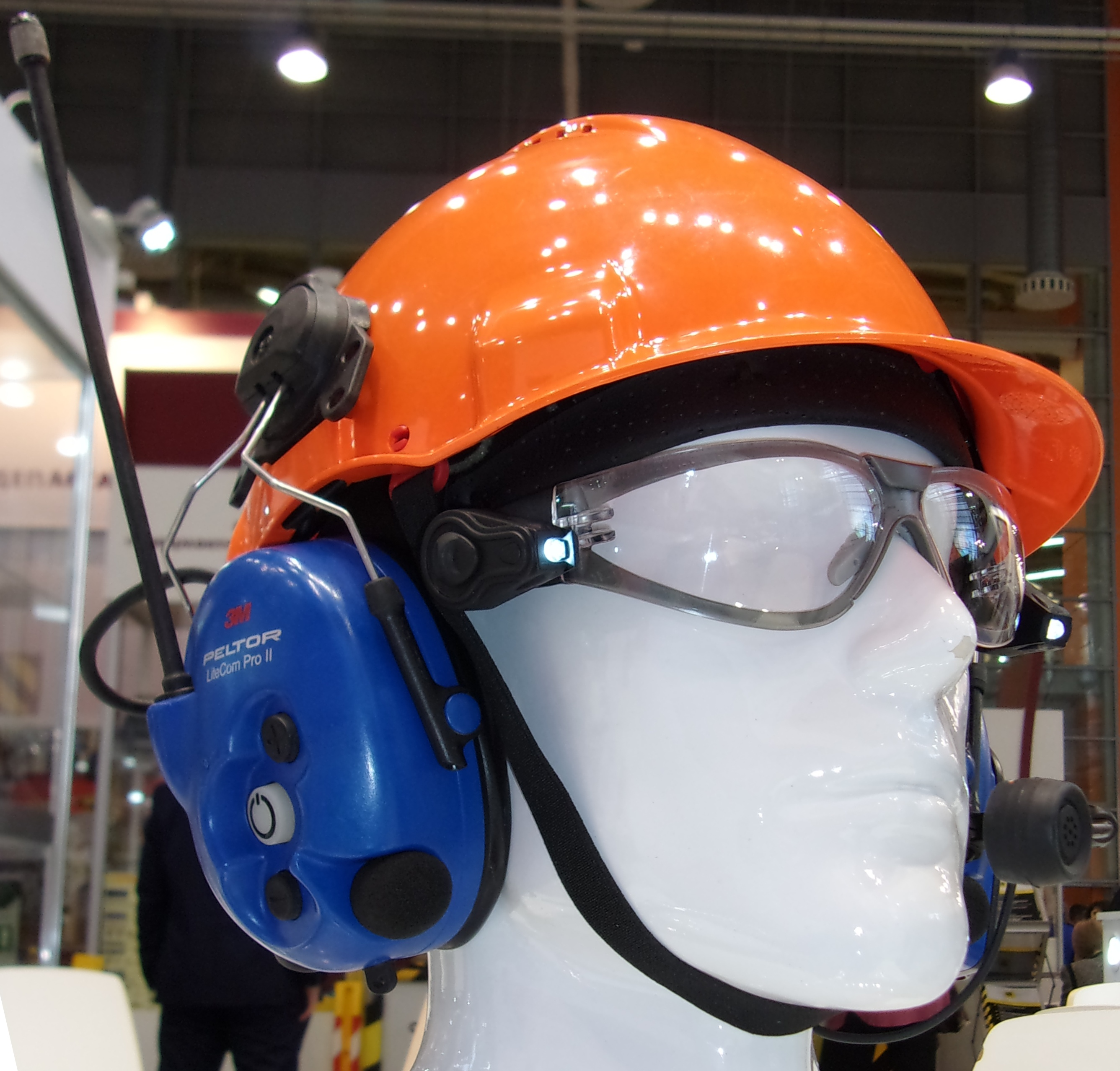
Наушники с активным подавлением шума - с помощью микрофонов на наружной поверхности получают информацию о шуме, и генерируют противошум под "чашками" для подавления сильного шума. Крепится на каске.
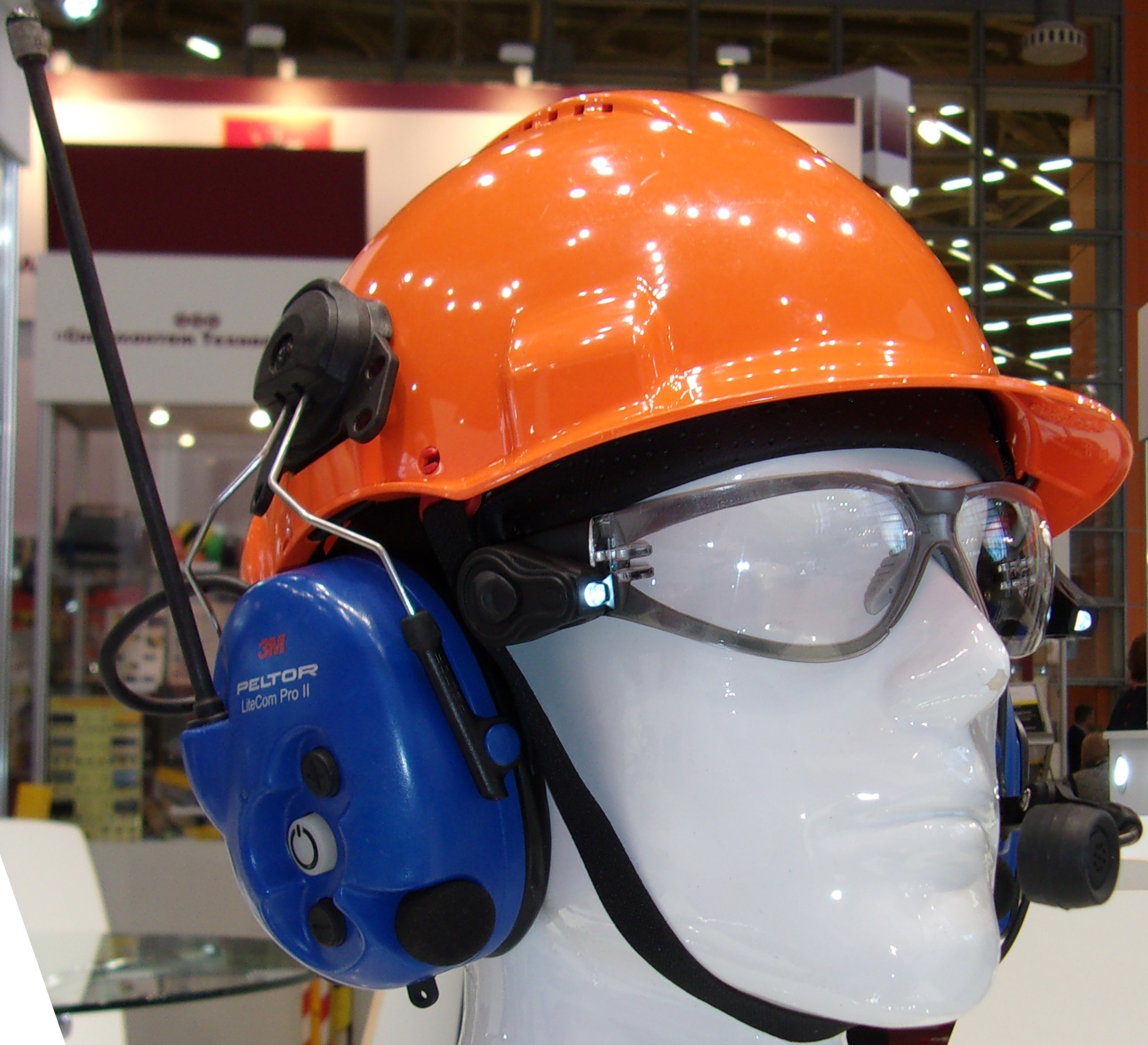
Наушники с активным подавлением шума - с помощью микрофонов на наружной поверхности получают информацию о шуме, и генерируют противошум под "чашками" для подавления сильного шума. Для облегчения общения имеется радиосвязь.
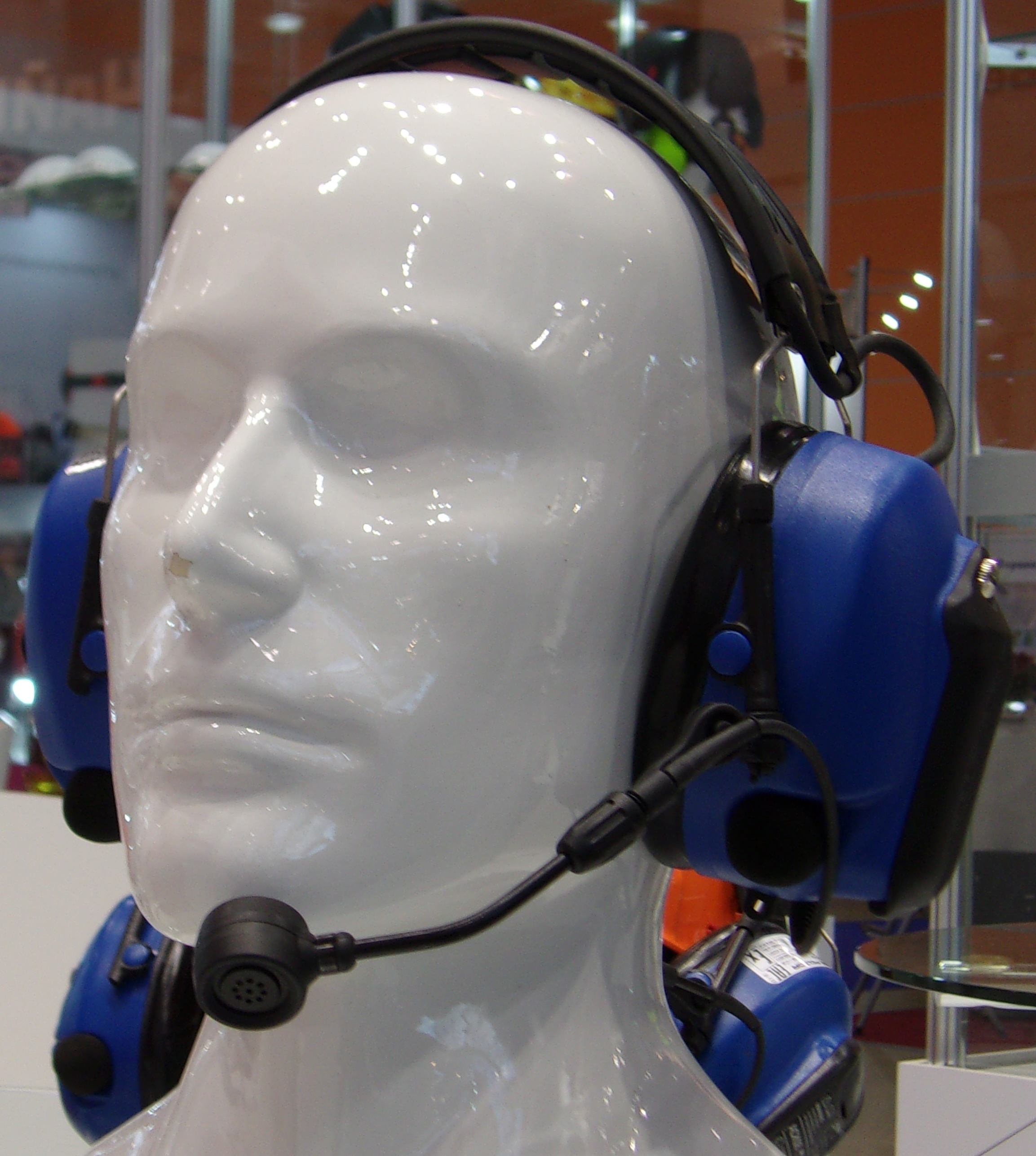
Наушники с активным подавлением шума - с помощью микрофонов на наружной поверхности получают информацию о шуме, и генерируют противошум под "чашками" для подавления сильного шума. Для облегчения общения имеется радиосвязь.
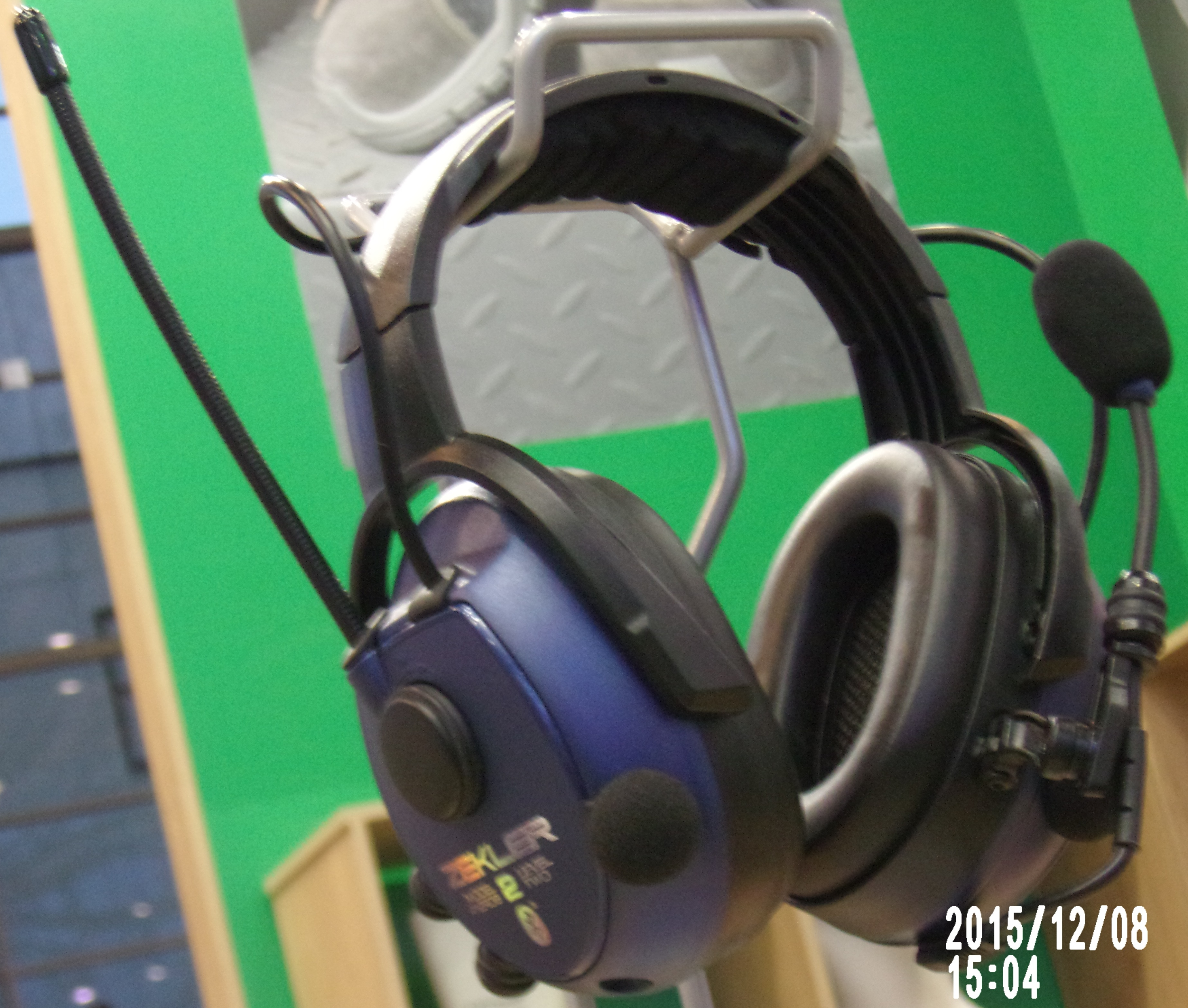
Средства индивидуальной защиты органа слуха. Наушники с активным подавлением шума - с помощью микрофонов на наружной поверхности получают информацию о шуме, и генерируют противошум под "чашками" для подавления сильного шума. Для облегчения общения имеется радиосвязь.
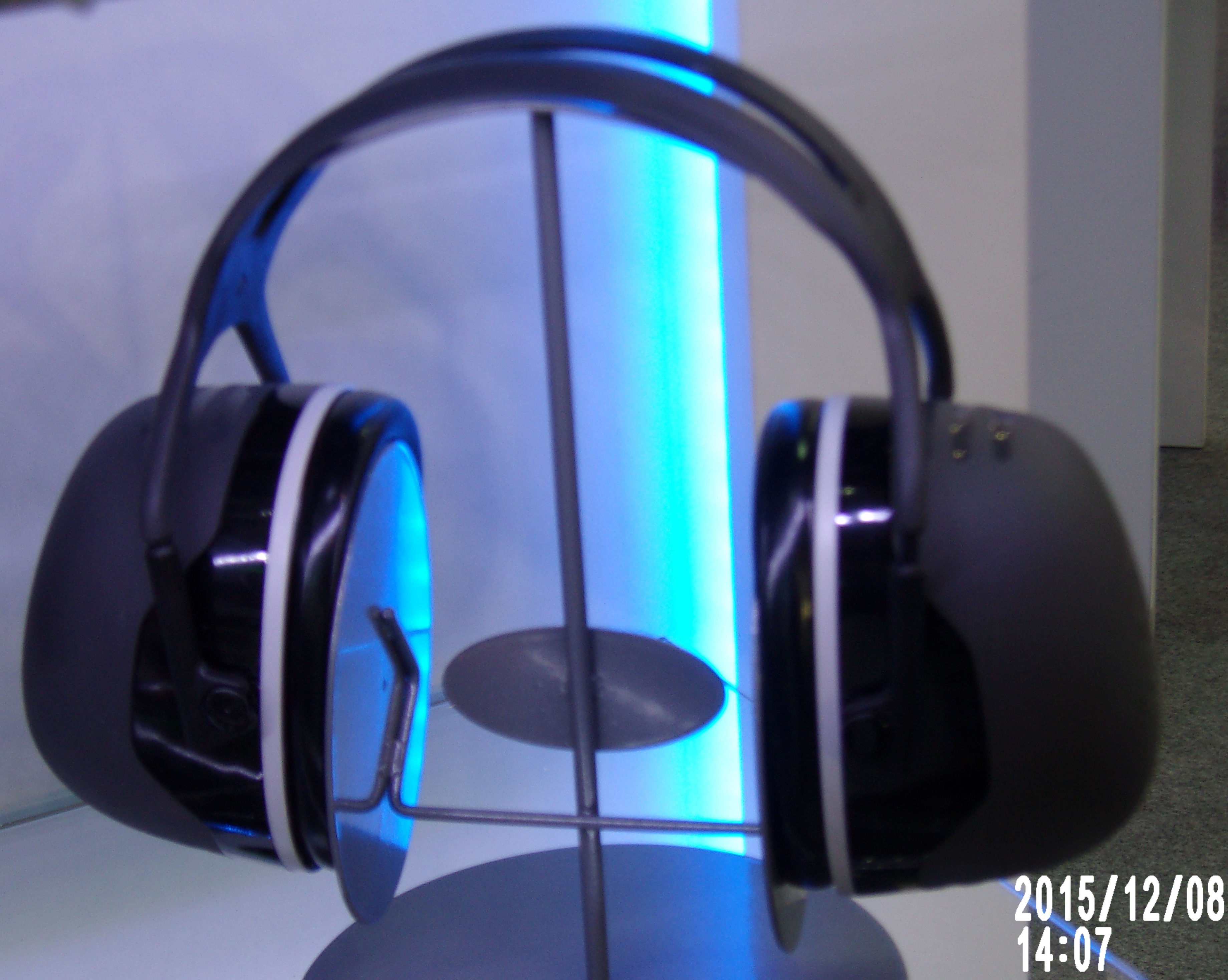
Наушники с пассивным подавлением шума.
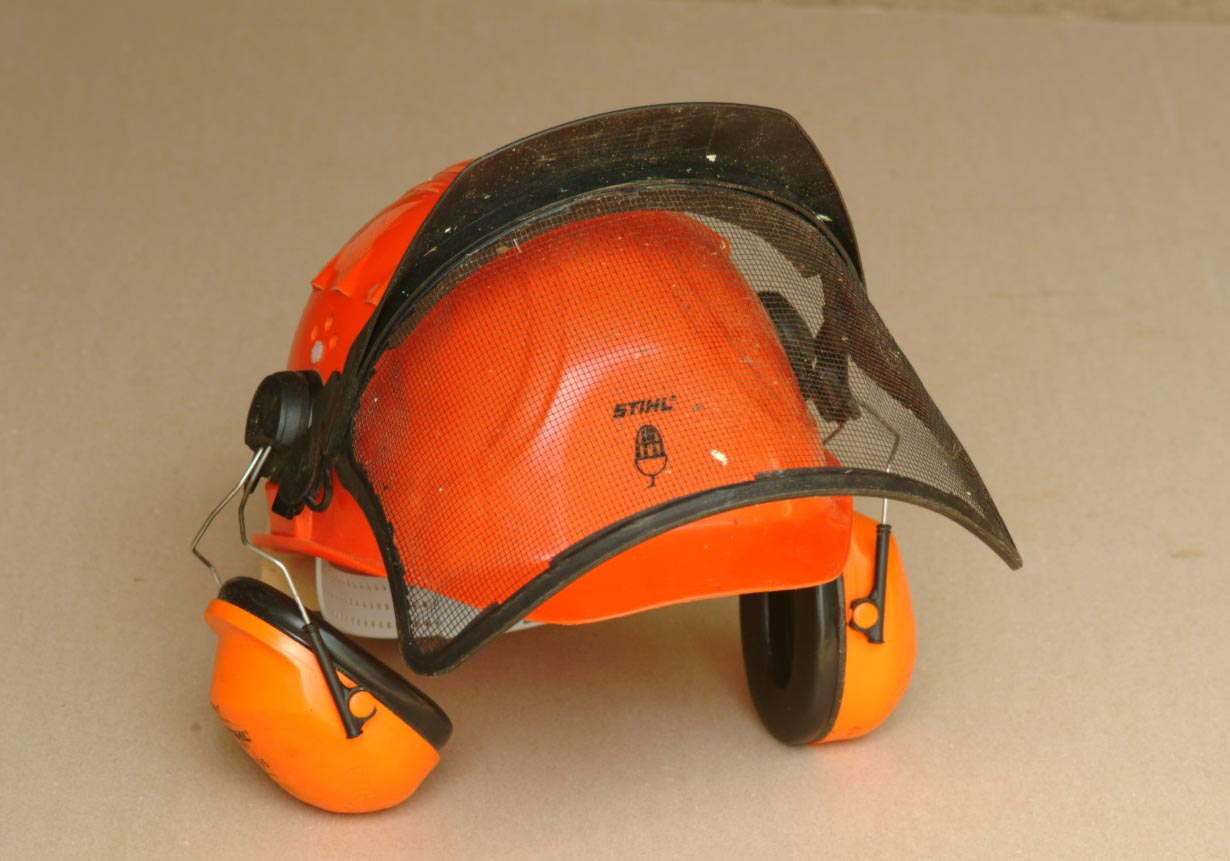
Пассивные наушники с защитной каской и маской для работы с бензокосой или бензопилой.

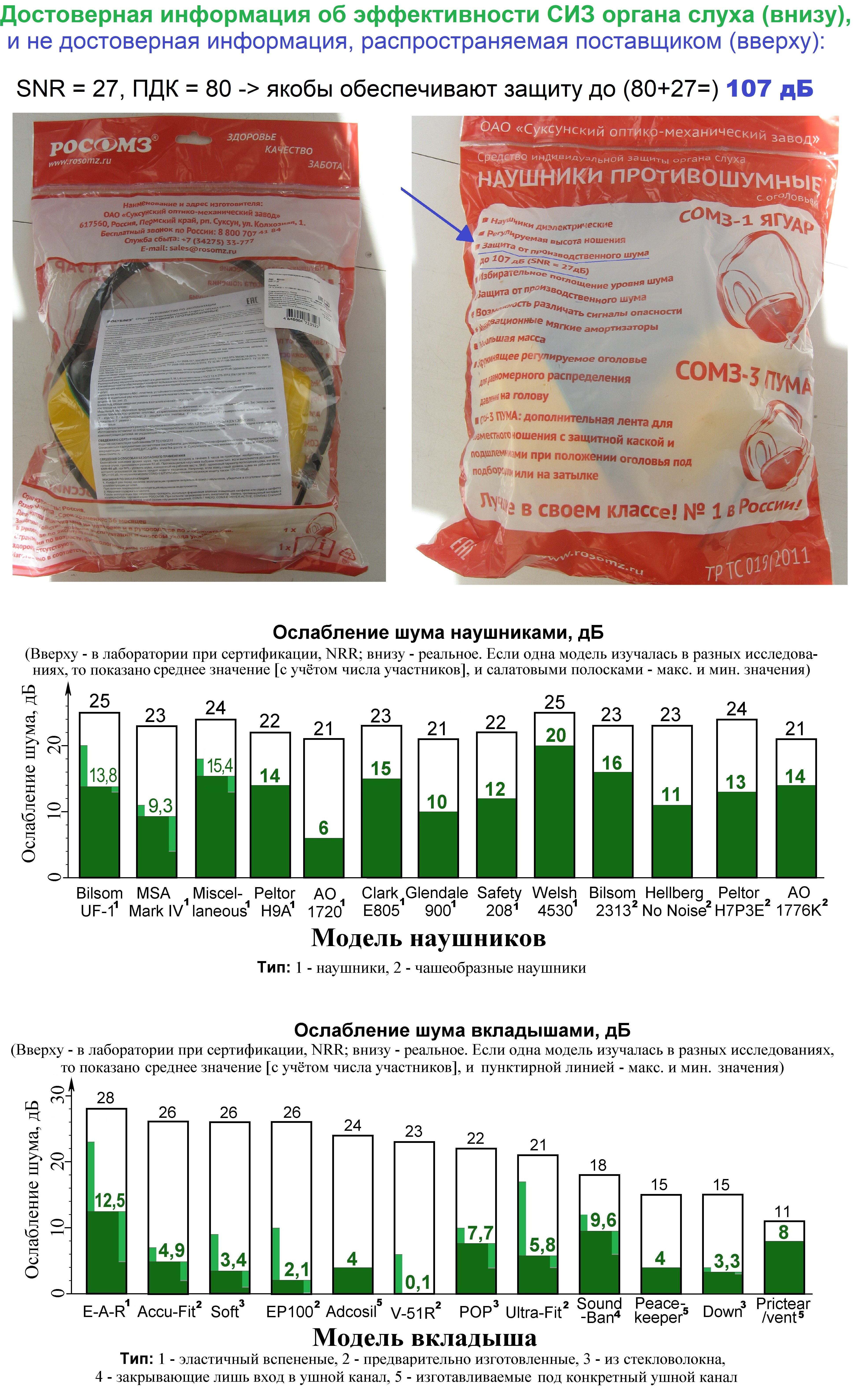
Рекомендации поставщиков в РФ не учитывают значительное отличие реальной и лабораторной эффективности

### Мнения специалистов
Показатель реальной эффективности … у наушников … достигает примерно 60 % (от лабораторной, при сертификации — прим.). Эти результаты ясно показывают, что результаты лабораторных испытаний, проводимых в США, не только не позволяют оценить реальную эффективность средств защиты. Они также не дают правильного представления о том, какие СИЗОС эффективнее других. Следовательно, определить то, какова будет эффективность СИЗОС на практике с помощью какого-то одного поправочного коэффициента и результатов замеров в лабораториях — невозможно. …

… Эффективность СИЗОС на рабочих местах очень маленькая. На многих предприятиях не удаётся обеспечить снижение воздействия шума на большинство работников всего лишь на 10 дБ.
НИИ медицины труда РАН проверил эффективность наушников СОМ3-1 «Ягуар» на двух рабочих местах, и в лабораторных условиях; и также выявил значительно меньшую реальную эффективность.

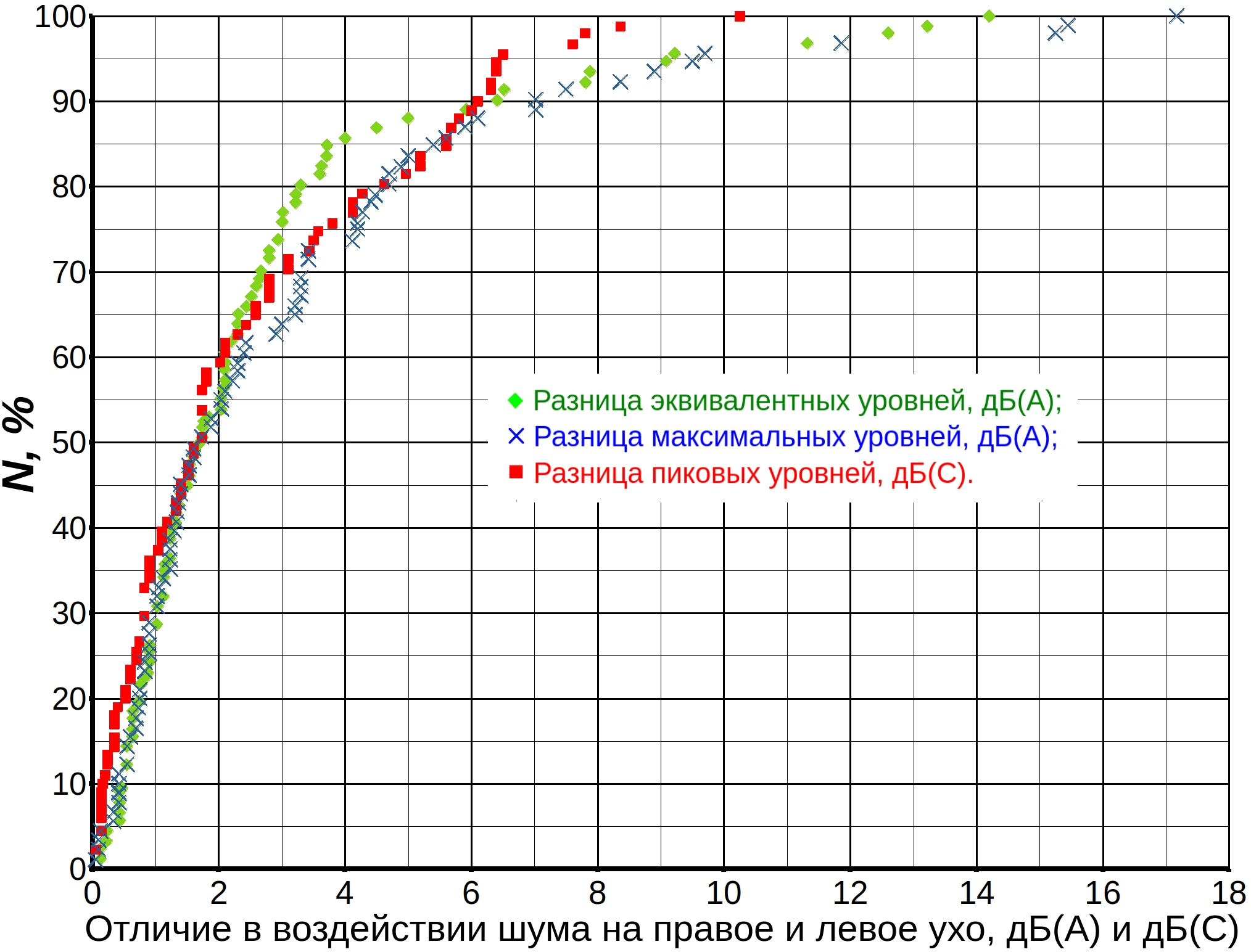
Отличие эффективности правого и левого наушников, измеренное на рабочих местах

Сравнение измеренных и вычисленных результатов показало, что в 65,6 % случаев измеренные воздействия превышали спрогнозированные более чем на 3 дБ(А); и в 23,3 % случаев измеренные были больше вычисленных, но отличие не превышало 3 дБ(А). В 16,7 % случаев отличие было 12-15 дБ(А); …

Использование СИЗОС (наушников) работниками не означает, что их орган слуха защищён от чрезмерного воздействия шума.
По мнению трудовой инспекции США, реальная эффективность СИЗ органа слуха часто бывает очень низкой:
Раздел "2.М. Обучение". ... Департамент условий и охраны труда (OSHA) и National Hearing Conservation Association (NHCA) Alliance рекомендуют проводить измерения ослабления шума при использовании конкретной модели СИЗОС у каждого работника индивидуально, и считают это наилучшей практикой и ценным способом обучения работника правильному применению противошумов.

## См. также

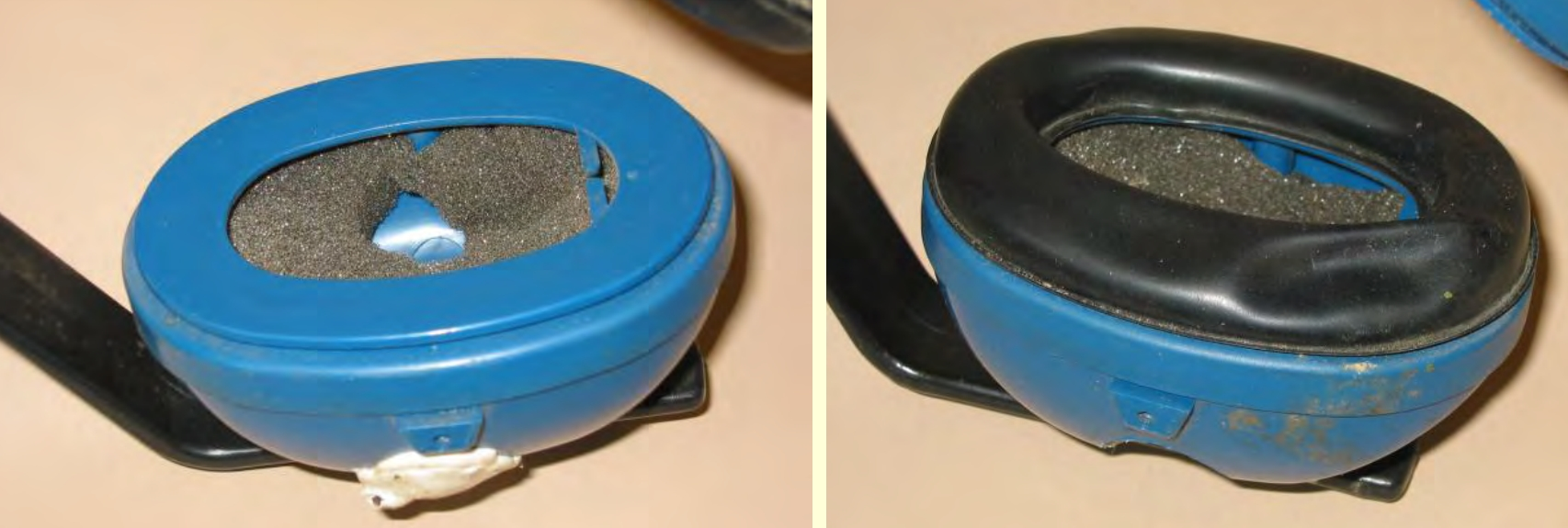
Повреждённые наушники